# 小阪氏煙管蝸
小阪氏煙管蝸（学名：Hemiphaedusa kosakai），又名立霧煙管蝸牛，为煙管蝸牛科臺灣紡錘煙管蝸牛屬下的一个种。

## 型態描述
本物種於台灣日治時期由黑田德米採集，現時無論其正模式標本或副模式標本皆由日本西宮市的西宮市貝類館收藏。

## 外部連結
- 維基物種上的相關：小阪氏煙管蝸